# Hylomyscus thornesmithae
Hylomyscus thornesmithae — вид ссавців-гризунів родини мишевих (Muridae). Це ендемік Демократичної Республіки Конго, де він мешкає на висотах понад 320 м над рівнем моря. Його природне місце проживання — вторинні ліси. Має довжину від голови до крижа 83 мм, хвіст на 46% довший за тулуб і вагу 13,9 г (середні значення). Його назвали на честь Еллен Торн Сміт.